# Nieuw-Zeelandse pieper
De Nieuw-Zeelandse pieper (Anthus novaeseelandiae sensu stricto) is een zangvogelsoort uit de familie piepers en kwikstaarten van het geslacht Anthus. In de vorige eeuw werd deze soort vaak nog gezien als een ondersoort van de grote pieper.

## Verspreiding en leefgebied

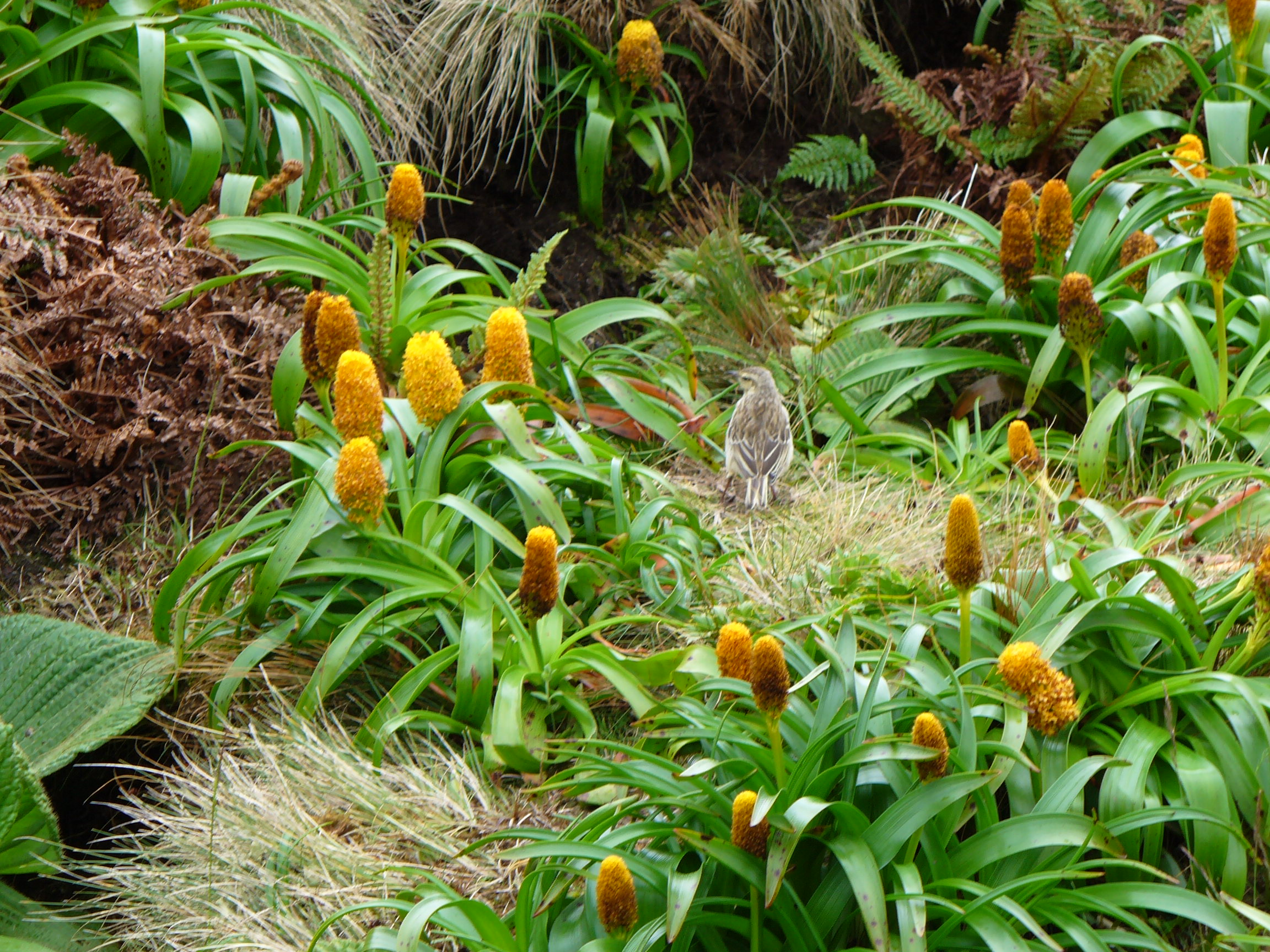
Nieuw-Zeelandse pieper in zijn leefgebied met Bulbinella rossii (Affodilfamilie) typisch Nieuw-Zeelandse plant.

De Nieuw-Zeelandse pieper (sensu stricto) komt alleen voor op Nieuw-Zeeland. Echter, de Nieuw-Zeelandse pieper zoals deze door BirdLife International (en de IUCN) wordt opgevat is een soort met een ruimer verspreidingsgebied omdat ook de Australische pieper (A. australis) als ondersoort tot deze soort wordt gerekend.
De soort telt vijf ondersoorten:
- A. n. reischeki: Noordereiland.
- A. n. novaeseelandiae: Zuidereiland.
- A. n. chathamensis: Chathameilanden.
- A. n. aucklandicus: Aucklandeilanden.
- A. n. steindachneri: de Antipodeneilanden.

## Status
Deze soort heeft een groot verspreidingsgebied en de grootte van de populatie is niet gekwantificeerd. Er is geen aanleiding te veronderstellen dat de soort in aantal achteruit gaat. Daarom staat deze pieper (Anthus novaeseelandiae sensu lato) als niet bedreigd op de Rode Lijst van de IUCN.